# Félix Delamarche
Félix Delamarche (XVIII secolo – prima metà XIX secolo) è stato un geografo e ingegnere francese.

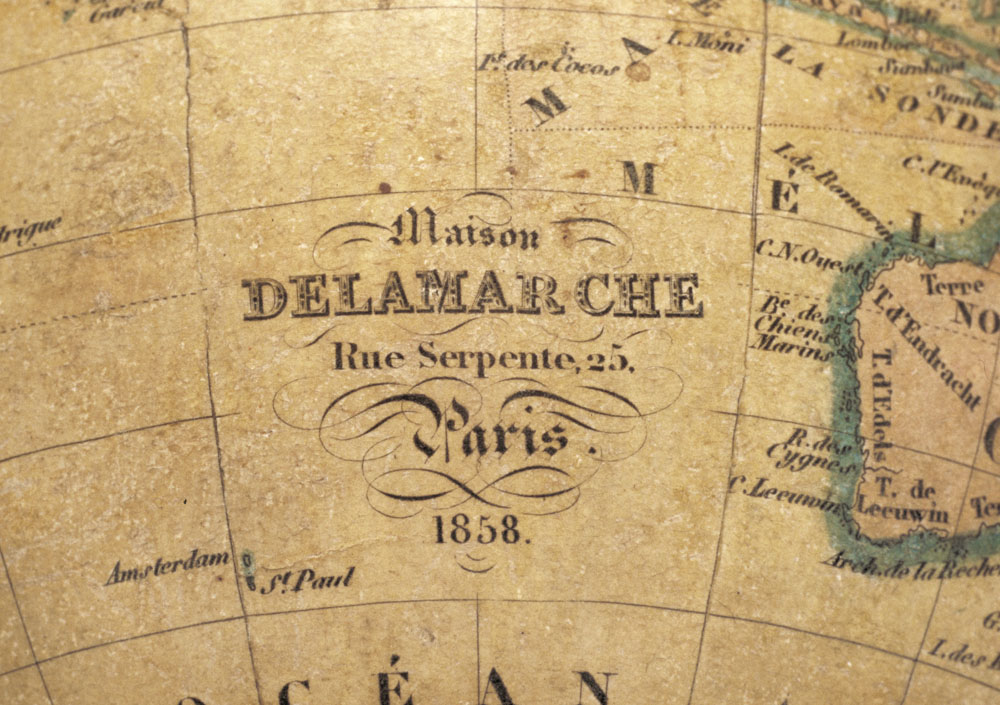
Stemma della Maison Delamarche su un globo terrestre.

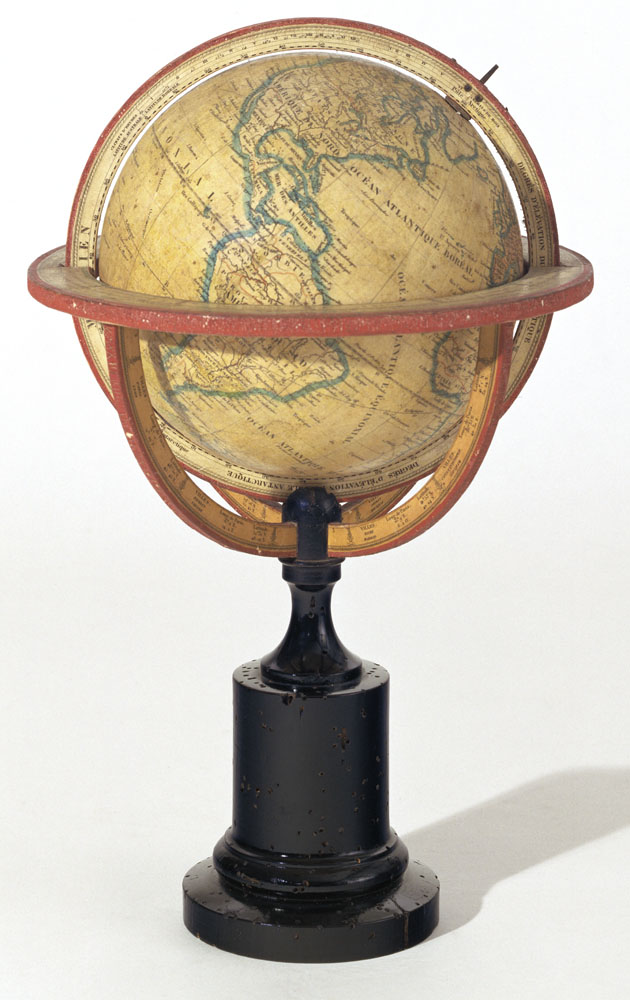
Globo terrestre realizzato dalla Maison Delamarche, conservato al Museo Galileo di Firenze.

Ingegnere, geografo e costruttore di globi, figlio di Charles-François Delamarche (1740-1817), continuò l'opera del padre, collaborando per un certo periodo con Charles Dien (1809-1870). Tra le sue opere, oltre ai globi prodotti dalla Maison Delamarche, ricordiamo un fortunato Atlas de Géographie, ristampato più volte nel corso del XIX secolo.